# Lycium carolinianum
Lycium carolinianum är en potatisväxtart som beskrevs av Thomas Walter. Lycium carolinianum ingår i släktet bocktörnen, och familjen potatisväxter. Utöver nominatformen finns också underarten L. c. quadrifidum.

## Bildgalleri

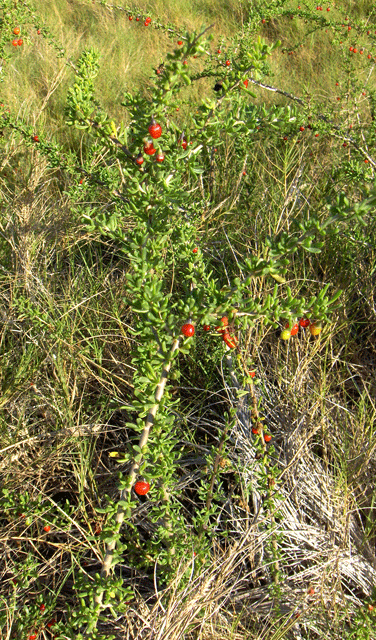
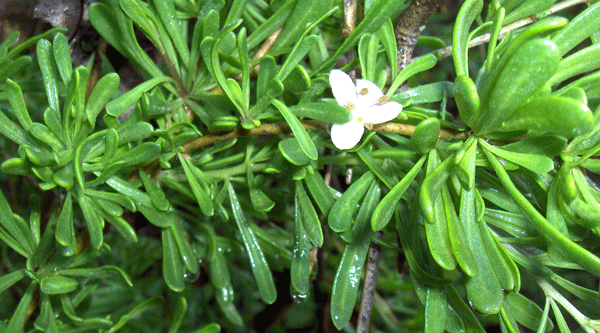
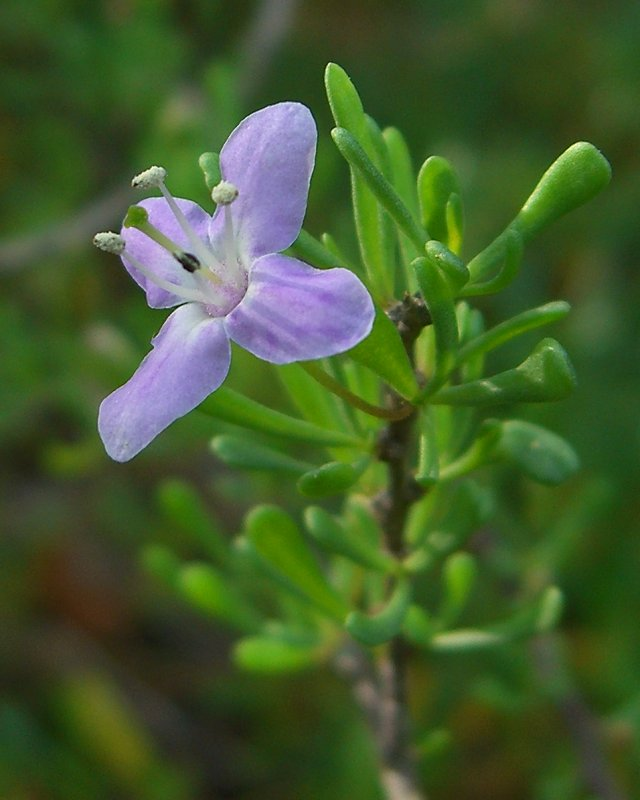